# Métrique (routage)
Pour les articles homonymes, voir Métrique.
Dans un protocole de routage, la métrique est une mesure de la « distance » qui sépare un routeur d'un réseau de destination.
Elle peut correspondre :
- au nombre de sauts IP nécessaires pour atteindre le réseau destination, comme dans RIP ;
- à un coût numérique qui dépend de la bande passante des liens franchis, comme dans OSPF ;
- au résultat d'un calcul plus complexe, qui tient compte de la charge, du délai, du MTU, etc.

Le protocole EIGRP (propriétaire Cisco) n'utilise pas MTU pour le calcul des métriques.
Quand plusieurs chemins vers une même destination sont possibles, le protocole préférera celui dont la métrique est la plus faible. 

## Répartition de charge
Si plusieurs chemins fournis par le même protocole de routage (et donc, ayant la même distance administrative) ont la même métrique, le routeur fera de la répartition de charge (Load Balancing). Le procédé consiste à envoyer les paquets en les divisant sur les différents chemins possibles.
Exemple : si 3 chemins ont la même métrique et la même distance administrative, 1/3 des paquets prendra le premier chemin, 1/3 le second et 1/3 le troisième.
Lorsque des chemins ayant la même métrique ont une distance administrative différente, le chemin avec la distance administrative la plus faible sera préféré.